# Alpenus diversata
Alpenus diversatus là một loài bướm đêm thuộc phân họ Arctiinae, họ Erebidae.